# مارک استیتچ
مارک استیتچ (انگلیسی: Marek Štěch؛ زادهٔ ۲۸ ژانویهٔ ۱۹۹۰) بازیکن فوتبال اهل جمهوری چک است.
از باشگاه‌هایی که در آن بازی کرده‌است می‌توان به باشگاه فوتبال یئوویل تاون، باشگاه فوتبال لوتون تاون، باشگاه فوتبال اسپارتا پراگ، باشگاه فوتبال ای‌اف‌سی بورنموث، باشگاه فوتبال وایکام واندررز، باشگاه فوتبال لیتون اورینت، و باشگاه فوتبال وستهام یونایتد اشاره کرد.
وی همچنین در تیم‌های ملی فوتبال Czech Republic national under-17 football team، زیر ۲۱ سال جمهوری چک، و جمهوری چک بازی کرده‌است.